# فريدريك جونسون (لاعب كرة مضرب)
فريدريك جونسون (بالإنجليزية: Frederick Johnson)‏ هو لاعب كرة مضرب أمريكي، ولد في 1891، وتوفي في 1963.